# Bridgmanita
La bridgmanita és un mineral de la classe dels silicats que pertany i dona nom al subgrup de la bridgmanita. Va ser anomenada l'any 2014 per Chi Ma i Oliver Tschauner en honor de Percy Williams Bridgman (1882-1961), guanyador del Premi Nobel de Física l'any 1946 pel seu treball sobre la física d'altes pressions.

## Característiques
La bridgmanita és un nesosilicat de fórmula química (Mg,Fe)SiO₃. Cristal·litza en el sistema ortoròmbic. És una espècie dimorfa de l'akimotoïta. Es creu que aquest mineral compon fins al 93% del mantell inferior i, per tant, probablement sigui el mineral més abundant a la Terra. Va ser aprovada per l'Associació Mineralògica Internacional l'any 2014.

## Formació i jaciments
Va ser trobada l'any 2009 al meteorit condrític Tenham, que va impactar a Queensland, Austràlia l'any 1879. S'hi va trobar bridgmanita al meteorit en forma de cristalls de mida submicromètrica en venes foses induïdes per l'impacte.